# Home de palla
La fal·làcia de l'home de palla (o fal·làcia de l'espantaocells) és una fal·làcia consistent a presentar la posició de l'adversari de manera voluntàriament errònia, formulant així un argument fàcilment refutable.
L'expressió ve del fet que si es combat contra una representació afeblida de l'adversari feta a mida de cadascú, és a dir, contra un home de palla, s'assegura una victòria fàcil.
Aquesta tècnica ha estat utilitzada al llarg de la història en debats polèmics, especialment en aquells en els quals hi ha temes carregats emocionalment, en els quals una ardent i entretinguda «batalla» vencent l'«enemic» solen ser més valorats que el pensament crític i la comprensió de les dues cares de l'assumpte.
Aquest ús específic del terme no s'ha de confondre amb l'ús més comú del terme, que ens remet a testaferro.

## Estructura
La fal·làcia de l'home de palla ocorre de la següent manera:
1. La Persona 1 afirma X.
2. La Persona 2 argumenta contra una falsa però similar Y, com si fos un argument contra X.

## Exemples
Els següents són alguns exemples de la fal·làcia de l'home de palla:
A: Crec que és dolent que la canalla vagi sola per carrers molt transitats.
B: Obligar els nostres fills a quedar-se tancats a casa és dolent per al seu desenvolupament emocional.
En cap moment A ha proposat que els fills es quedessin a casa, ha estat B qui ha deformat l'argument insinuant que l'única alternativa per mantenir els nens lluny de carrers transitats és que es quedin tancats a casa.
A: Hauríem de liberalitzar les lleis sobre l'accés a l'alcohol.
B: Tota societat amb accés indiscriminat a les substàncies intoxicants abandona la pròpia ètica i es perd a la recerca d'una gratificació immediata.
A no ha proposat pas un accés indiscriminat a l'alcohol, sinó una liberalització de les lleis que en permeten l'accés. L'argument de B es basa en una exageració de la posició adoptada per A.
A: Els dies assolellats són bons.
B: Si tots els dies fossin assolellats no tindríem pluja, i sense pluja, hi hauria fam i mort.
En aquest cas, B reformula erròniament l'afirmació d'A, atribuint-li la idea que A voldria només dies de sol, i argumenta contra aquesta asserció. En realitat A no ha dit res sobre els dies plujosos.